# Aurelio Iragorri Hormaza
Jorge Aurelio Iragorri Hormaza (Popayán, 28 de abril de 1937-Bogotá, 7 de septiembre de 2020) fue un político e ingeniero civil colombiano. 
Se desempeñó como Presidente del Senado y la Cámara de Representantes de ese país. 
En múltiples ocasiones resultó elegido para integrar el Senado de Colombia, del que hizo parte durante veintiocho años, hasta el 20 de julio de 2014. Falleció el 7 de septiembre de 2020 de COVID-19.

## Biografía
Nació en Popayán (Cauca). Graduado como Ingeniero Civil en la Universidad del Cauca, en 1962 asumió como gerente de Centrales Eléctricas del Cauca, Cedelca, entidad pública que dirigió durante diez años. En 1972 pasó a liderar el Instituto Colombiano de Energía Eléctrica, ICEL, y fue nombrado Gobernador del Cauca como cuota del Partido Liberal entre 1974 y 1975.
Luego de este inicio como político llegó a la Cámara de Representantes entre 1981 y 1982, como suplente; diputado a la Asamblea del Cauca entre 1984 y 1986 y en este último año fue elegido Senador representando al Partido Liberal. Iragorri se consolidó como uno de los más destacados barones electorales del liberalismo siendo reelecto varias veces; así mismo en 1990 fue elegido Presidente del Senado, tomando el juramento de César Gaviria como Presidente de Colombia.[cita requerida]
Representó al Partido Liberal desde el 20 de julio de 1998. Para las elecciones de 2002 se alejó del sector oficial de su partido y respaldó la candidatura de Álvaro Uribe Vélez para Presidente; renunció al partido, participando en la fundación del Partido de la U, con el que se presentó a las elecciones de 2006 consiguiendo su curul por ese partido hasta 2014.

### Congresista de Colombia
En las elecciones legislativas de Colombia de 1990, Iragorri Hormaza fue elegido senador de la república de Colombia. Posteriormente en las elecciones legislativas de Colombia de 1994, 1998, 2002, 2006 y 2010, Iragorri Hormaza fue reelecto como senador.
Participó en las siguientes iniciativas desde el congreso:
- Modificar el libro segundo, Título I, del Código de Infancia y Adolescencia - Ley 1098 del 2006.[4]
- Crear el Fondo de Compensación y Equidad Regional (FCER) en Colombia.[5]
- Encausar el ejercicio de la potestad reglamentaria del Gobierno, centrando su alcance en el respeto y acatamiento al contenido material de la ley.[6]
- Propuesta que los candidatos a los cargos de Presidente y Vicepresidente de la República, Gobernador de Departamento, quienes la Organización Electoral declare elegidos en los mismos cargos, ocuparán una curul en el Senado, Cámara de Representantes, Asamblea Departamental, respectivamente, durante el periodo para el cual se hizo la correspondiente elección.[7]
- Rendir homenaje a la memoria del honorable ciudadano y excongresista Luis Guillermo Vélez Trujillo.[8]
- Ejercer la competencia constitucional de dotar de contenido legislativo el artículo 290 de la Constitución Política de Colombia.[9]
- Emisión de la estampilla Universidad Nacional Abierta y a Distancia, -UNAD- (Archivado).[10]
- Garantizar el mejoramiento de la calidad en la atención en salud mediante la educación continua y la certificación periódica de los profesionales de la salud (Archivado).[11]
- Modificar los artículos 186, 235, 241 y 251 de la Constitución Nacional -Fuero parlamentario y doble instancia para los congresistas- (Archivado).[12]
- Expedir la Ley General de Pesca y Acuicultura (Archivado).[13]

## Vida personal
Aurelio contrajo matrimonio en Popayán con Diana Valencia López, hija del expresidente de Colombia Guillermo León Valencia y de Susana López Navia. El matrimonio tuvo 4 hijos, entre ellos el político Aurelio Iragorri Valencia, quien es primo de la actual senadora Paloma Valencia, pues ambos son nietos del expresidente Valencia.